# 科尔尼耶 (上萨瓦省)
科尔尼耶（法語：Cornier，法語發音：[kɔʁnje]）是法国上萨瓦省的一个市镇，属于博讷维尔区。

## 地理
科尔尼耶（46°5'34"N, 6°17'59"E）面积6.78 平方千米，位于法国奥弗涅-罗讷-阿尔卑斯大区上萨瓦省，该省份为法国东部省份，历史上为薩伏依的一部分，北与瑞士接壤，西接安省，南至萨瓦省，东与瑞士和意大利接壤。
与科尔尼耶接壤的市镇（或旧市镇、城区）包括：阿芒西、阿朗通、埃托、佩尔-瑞西、福龙河畔拉罗什。

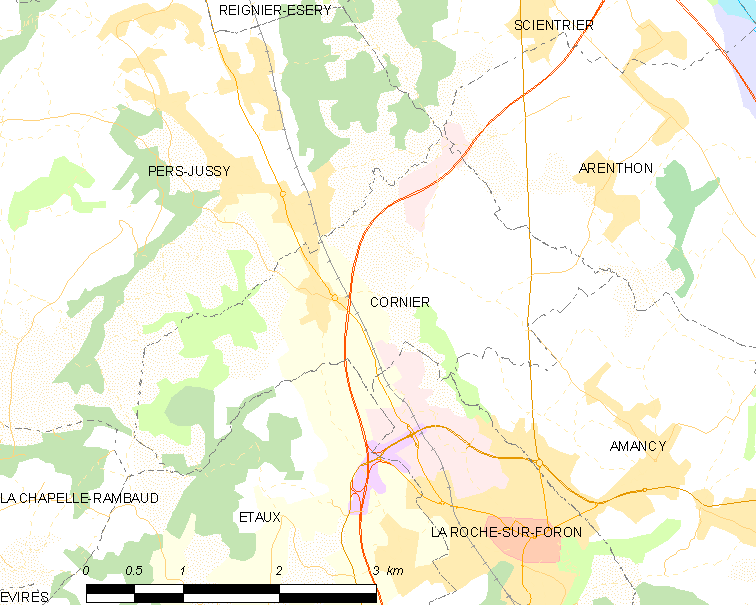
的OSM定位图

科尔尼耶的时区为UTC+01:00、UTC+02:00（夏令时）。

## 行政
科尔尼耶的邮政编码为74800，INSEE市镇编码为74090。

## 政治
科尔尼耶所属的省级选区为福龙河畔拉罗什县。

## 人口

1962-2008年间人口变化图示

科尔尼耶于2022年1月1日时的人口数量为1468人。